# Maintenant ils peuvent venir
 (décembre 2024).
Pour plus de détails, voir Fiche technique et Distribution.
Maintenant ils peuvent venir est un film dramatique franco-algérien de 2015 réalisé par Salem Brahimi. Il a été projeté dans la section Cinéma du monde contemporain du Festival international du film de Toronto 2015.

## Distribution
- Rachida Brakni : Yasmina
- Amazigh Kateb : Nouredine
- Farida Saboundji : la mère
- Rayhana Obermeyer